# Wina
 (septembre 2018).
Si vous disposez d'ouvrages ou d'articles de référence ou si vous connaissez des sites web de qualité traitant du thème abordé ici, merci de compléter l'article en donnant les références utiles à sa vérifiabilité et en les liant à la section « Notes et références ».
Wina est une commune du Cameroun située dans la région de l'Extrême-Nord et le département du Mayo-Danay, à la frontière avec le Tchad. Elle est limitée à l'Est par la commune de Yagoua, à l'Ouest par les communes de Datchéka et la république du Tchad, au Nord par les communes de Kalfou et Karhaye et au Sud par la commune de Guéré.

## Population
Lors du recensement de 2005, la commune comptait 30 702 habitants, dont 2 227 pour Djongdong, chef-lieu de l'arrondissement de Wina. La population est composée de plusieurs ethnies dont les plus majoritaires sont les Massa, les Toupouri et les Peuls.

## Structure administrative de la commune
La commune de Wina a à sa tête un exécutif communal composé d'un maire et de deux adjoints. Le conseil municipal quant à lui, est constitué de vingt cinq conseillers élus. La commune comprend les localités suivantes :
- Bigdi
- Bosgoye
- Dirim
- Djawar
- Djengreng
- Djongdong
- Guidoua
- Hougno
- Kamargui
- Karmaye
- Mahaouda
- Massi
- Rouane
- Souaye
- Vaidou

Chaque localité a à sa tête un chef de village de 3e degré appélé communément "Lawane". Au niveau central c'est-à-dire à Djongdong, chef-lieu de l'arrondissement, se trouve un chef de canton. C'est lui qui dirige tous les Lawanes. Ils sont tous des auxiliaires de l'administration.
Le sous-préfet est la plus haute autorité de l'arrondissement. Il est le représentant du président de la République. À cet effet, il assure la sécurité des personnes et des biens de sa circonscription administrative. Il a à sa disposition les éléments de force de l'ordre et les services de renseignement pour mener à bien sa mission.
Sur le plan administratif, Wina dispose :
- 01 sous-préfecture basée à Djongdong ;
- 01 brigade ;
- 01 commissariat spécial ;
- 01 poste du bataillon d'intervention rapide (BIR) ;
- 01 Délégation d'arrondissement de l'agriculture ;
- 01 Délégation d'arrondissement de l'élevage ;
- 01 Délégation d'arrondissement de la jeunesse ;
- 01 Délégation d'arrondissement du sport ;
- 01 Centre multifonctionnel de promotion des jeunes ;
- 01 poste forestier et de chasse ;
- 01 poste agricole.

Sur le plan socio-éducatif :
- 04 lycées d'enseignement général notamment à Djongdong, Hougno; Djengreng et Kourbi ;
- 01 Collège d'enseignement technique, industriel et commercial (CETIC) à Djongdong ;
- 01 Collège d'enseignement secondaire à Kamargui ;
- 22 écoles primaires reparties dans les 20 localités ;
- 02 écoles maternelles à Djongdong et à Hougno ;
- 01 école primaire bilingue à Waimou ;
- 01 école catholique à Massi.

Sur le plan de la couverture sanitaire :
- 01 Centre médical d'arrondissement à Djongdong ;
- 03 centre de santé intégré à Hougno, Kourbi et Bosgoye ;
- 01 centre de santé catholique à Massi.

## Économie
L'économie de la commune est basée essentiellement sur l'agriculture, l'élevage et la pêche. La seule culture de rente est le coton. Il existe un marché périodique florissant le samedi à Hougno, qui regroupe des commerçants venant de Yagoua, Maroua, Garoua, Ngaoundéré et du Tchad. La commune est traversée par le lac Fianga. Ce lac regorge d'hippopotames et de poissons et qui est un site touristique par excellence. La pêche y est pratiquée toute la saison conformément à la réglementation en vigueur au Cameroun. En saison sèche, la mairie exploite également les produits dérivés à l'instar des carrières de sable. L'élevage traditionnel est très développé dans cette partie du territoire national à l'instar des autres communes du grand Nord. On y trouve l'élevage des bovins, des caprins et de la volaille.